# سوسک‌های اولیاء
سوسک‌های اولیاء(نام علمی: Elasmucha grisea) نام یک گونه از تیره ناجوربالان آکانثوسوماتیدا است.